# Physemothrips chrysodermus
Physemothrips chrysodermus är en insektsart som beskrevs av Stannard 1962. Physemothrips chrysodermus ingår i släktet Physemothrips och familjen smaltripsar. Inga underarter finns listade i Catalogue of Life.